# Хавинену
Хавинену (габинену, ивр. הביננו‎ — «дай нам уразуметь; вразуми нас») в талмудическом иудаизме — центральное благословение общинной и индивидуальной молитвы будней. Является объединением 12-и серединных благословений молитвы «Шемоне-Эсре» в одно целое в кратком виде, согласно палестинскому и вавилонскому Талмудам.

## Этимология
Благословение «Хавинену» названо по начальному слову первой фразы благословения, хавинену (הביננו‎) — слово библейского еврейского языка, означающее буквально «дай нам понять», которое образовано от корня ב.י.נ.‎ («различать; понимать»). Форма единственного числа хавинени (הבינני‎ — «дай мне уразуметь; вразуми меня») использована в Псалтири, например, «Дай мне уразуметь путь повелений Твоих, и буду размышлять о чудесах Твоих» (Пс. 118:27), или «Вразуми меня, и буду соблюдать закон Твой и хранить его всем сердцем» (Пс. 118:34).

## Мишна
В Мишне (Брахот 4) раввины обсуждали возможность произнесения краткого варианта всех 18-и благословений молитвы «Восемнадцать» (Шмоне эсре), однако не привели точного текста.

Рабан Гамлиэ́ль говорит: «Каждый день молится еврей „восемнадцатью“ [благословениями]». Раби Йо́шуа говорит: «Краткие „восемнадцать“». Раби Акива говорит: «Если знает наизусть молитву свою, помолится „восемнадцатью“, а если не знает, то краткими „восемнадцатью“»
Оригинальный текст (иврит)רבן גמליאל אומר בכל יום מתפלל אדם שמנה עשרה רבי יהושע אומר מעין שמנה עשרה רבי עקיבא אומר אם שגורה תפלתו בפיו יתפלל שמנה עשרה ואם לאו מעין שמנה עשרה‎
— Мишна, Зраим, Брахот 4:3
В Мишне (Брахот 4) приведён вариант краткой молитвы в час беды, которая составлена из 18-и слов — замена полной молитвы «Шмоне эсре», которая состоит из 18-и благословений и поэтому носит подобное название на иврите:

Раби Элиэ́зер говорит: «Тот, кто делает свою молитву однообразной, то нет в его молитве искренности». Раби Йо́шуа говорит: «Проходящий по опасному месту, молится краткой молитвой и произносит „Да упаси, Господи, народ Твой, остаток Израиля, [на] всяком распутье! Да станут нужды их пред ликом Твоим! Благословен Ты, Господи, Внемлющий мольбе!“»
Оригинальный текст (иврит)רבי אליעזר אומר העושה תפילתו קבע אין תפילתו תחנונים רבי יהושוע אומר המהלך במקום סכנה מתפלל תפילה קצרה ואומר הושע יהוה את עמך את שארית ישראל כל פרשת העיבור יהיו צורכיהם לפניך ברוך אתה יהוה שומע תפילה‎
— Мишна, Зраим, Брахот 4:4

## Талмуд

### Палестинский Талмуд
В палестинском Талмуде (Брахот 4) вариант благословения «Хавинену» отличается от варианта, который записан в вавилонском Талмуде. Палестинская редакция содержит вставку о росе, о которой следует упомянуть в летнее время, и о дожде, о котором следует упомянуть в зимнее время, следовательно, молитвой «Шмоне эсре», в середине которой есть объединённое краткое благословение «Хавинену», возможно молиться на протяжении всего года. Благословение «Хавинену» состоит из 12-и частей и одного стиха из книги пророка Исаии. До благословения «Хавинену» произносят 3 начальных благословения, после — 3 конечных благословения, в конце молитвы произносят «Благословен Господь, ибо Он услышал голос молений моих» (Пс. 27:6):

Да вразуми нас,
Да возжелай раскаяния нашего,
Да прости нас,
Да избави нас,
Да исцели болезни наши,
Да благослови года наши,
Так сказал рав Хага́й: «Ежели настали зимние ливни, обычно произносят благословение о зимних ливнях, ежели настали летние росы, обычно произносят благословение о летних росах».
Ибо Рассеивающий — Ты, а неверных Собирающий к Себе, [чтобы] осудить,
И на злодеев да наложи руку Свою,
И да возрадуются все опечаленные о Тебе, о Храме града Твоего, и о возобновлённом Святилище Твоём, и о ростке — Давиде, рабе Твоём,
ибо ещё не позван Ты, а [уже] ответишь, как говорится «и будет, прежде нежели они воззовут, Я отвечу; они ещё будут говорить, и Я уже услышу». Благословен Ты, Господи, Внемлющий мольбе.
И произносит 3 начальных благословения и 3 конечных благословения и произносит «Благословен Господь, ибо Он услышал голос молений моих».
Оригинальный текст (иврит)
הביננו‎
רצה תשובתנו‎
סלח לנו‎
גואלנו‎
רפא חליינו‎
ברך שנותינו‎
אמר רבי חגיי אם היו גשמים אומרים בגשמי ברכה אם היו טללים אומרים בטללי ברכה‎
כי מפוזרים אתה מקבץ ותועין עליך לשפוט‎
ועל הרשעים תשית ידך‎
וישמחו כל חוסי בך בבנין עירך ובחידוש בית מקדשך ובצמח דוד עבדך‎
כי טרם נקרא אתה תענה כאמור וְהָיָה טֶרֶם יִקְרָאוּ וַאֲנִי אֶעֱנֶה עוֹד הֵם מְדַבְּרִים וַאֲנִי אֶשְׁמָע ברוך אתה יהוה שומע תפילה‎
ואומר שלש ברכות ראשונות ושלש אחרונות ואומר בָּרוּךְ יְהוָה כִּי שָׁמַע קוֹל תַּחֲנוּנָי‎
— Палестинский Талмуд, Брахот 4.3 (33 а — 34 а)

### Вавилонский Талмуд
В вавилонском Талмуде (Брахот 29 а) установлен обязательный состав общественной молитвы из семи благословений, 3 благословения — в начале, 3 — в конце и центральное благословение о сути дня. Центральное благословение в будни — «Хавинену», в субботу — благословение о субботе, в праздник — о празднике. В Талмуде обсуждали точный текст краткого центрального благословения «Хавинену», но в отличие от Мишны, в которой упомянуты сокращённые все 18 благословений, в Талмуде упомянуто лишь о сокращении 12-и серединных благословений молитвы «Восемнадцать», а начальные 3 благословения и конечные 3 — полные. Благословение «Хавинену» состоит из 13-и частей и парафраза стиха из книги пророка Исаии. Отсутствует сокращение благословения 8 молитвы «Амида»:

Рабби Йо́шуа говорит: «Краткие „восемнадцать“». Какие краткие „восемнадцать“? Рав сказал: «Краткие всех [„восемнадцати“] благословений». Но Шмуэ́ль сказал:
«Да вразуми нас, Господи, Боже наш, познать пути Твои,
И да обрежь сердце наше, [чтобы] бояться Тебя,
И да прости нас, [чтобы] настать избавлениям,
И да удали нас от бед наших,
И да даруй нам урожай прекрасной земли Твоей,
И изгнанников наших с четырёх [концов света] да собери,
И неверные, согласно знанию Твоему, да осудятся,
И на злодеев да вознеси руки Свои,
И да возрадуются праведники о Храме града Твоего, и об основании жертвенника Твоего, и о росте рога Давида, раба Твоего, и об установлении факела сына Иессея, царя Твоего,
Ещё не позван Ты, [но уже] ответишь. Благословен Ты, Господи, Внемлющий мольбе».
Оригинальный текст (иврит)
הביננו יהוה אלהינו לדעת דרכיך‎
ומול את לבבנו ליראתך‎
ותסלח לנו להיות גאולים‎
ורחקנו ממכאובינו‎
ודשננו בנאות ארצך‎
ונפוצותינו מארבע תקבץ‎
והתועים על דעתך ישפטו‎
ועל הרשעים תניף ידיך‎
וישמחו צדיקים בבנין עירך ובתקון היכלך ובצמיחת קרן לדוד עבדך ובעריכת נר לבן ישי משיחך‎
טרם נקרא אתה תענה ברוך אתה יהוה שומע תפלה‎
— Вавилонский Талмуд, Брахот 29 а